# Ампер
Вижте пояснителната страница за други значения на Ампер.
А̀мпер е мерна единица за силата на електрически ток (една от седемте основни величини в системата SI) и международното ѝ означение е A. Единицата е кръстена на името на френския физик Андре-Мари Ампер (1775 г. – 1836 г.), признат за откривател на явлението електромагнетизъм.

## Дефиниция

### Дефиниция от 1948 г.
Приетата от 9-ата Генерална конференция по мерки и теглилки (Conférence Générale des Poids et Mesures, CGPM) през 1948 г. дефиниция на ампер гласи:
Един ампер е такъв постоянен ток, който при преминаването си през два прави линейни успоредни проводника с безкрайна дължина и пренебрежимо малко кръгло напречно сечение, разположени на отстояние 1 метър един от друг във вакуум, създава между тези проводници сила, равна на 2.10-7 нютона на метър дължина.

### Дефиниция от 2018 г.
На 16 ноември 2018 г. на XXVI Генералната конференция по мерки и теглилки е приета нова дефиниция на ампера, основана на използването на числената стойност на елементарния електрически заряд. Формулировката, влязла в сила на 20 май 2019 г., в превод на български гласи:
| „ | Единицата за електричен ток „ампер“ се определя, като фиксираната числена стойност на елементарния заряд e се приема за 1,602 176 634x10-19, изразена в единицата C, равна на A s, където секундата се определя посредством {\displaystyle \Delta \nu _{\text{Cs}}}, и се означава с „А“. | “ |

## Връзка с други единици от SI
- Когато по проводник тече електрически ток със сила 1 ампер, той пренася през напречното сечение в продължение на една секунда електрически заряд, равен на един кулон, или 6,24151⋅1018 елементарни електрически заряда.
- Ако кондензатор с капацитет 1 фарад се зарежда с ток 1 ампер, то напрежението между плочите му нараства с 1 волт всяка секунда.

## Измерване
В електрическите измервания се използват апарати, наречени амперметри, които са в състояние да измерят кратните по-големи или дробните по-малки стойности на основната единица ампер на протичащия електрически ток в една електрическа верига. Тези кратни и дробни наименования на основната единица ампер се образуват чрез представките SI и се използват както в техническата литература, така и при обозначаване обхвата на показанията на измервателните средства.